# Função de partição (matemática)

Diagramas de Young mostrando o número de partições dos inteiros de 1 a 8. Usam-se diferentes cores para cada inteiro. Por exemplo, em verde, observa-se que existem cinco11111 partições para 4.

Em teoria dos números, a partição de um inteiro positivo n é uma forma de decomposição de n como soma de inteiros positivos. Duas somas são consideradas iguais somente se possuírem o mesmo número de parcelas e as mesmas parcelas, mesmo que em ordem diferente.
Rigorosamente, uma partição de um inteiro positivo n é uma sequência de inteiros positivos {\displaystyle (\lambda _{1},\lambda _{2},...,\lambda _{m})}, tais que:
{\displaystyle \lambda _{1}\geq \lambda _{2}\geq ...\geq \lambda _{m}~~\mathrm {e} ~~\lambda _{1}+\lambda _{2}+\cdots \lambda _{m}=n} .
As possíveis partições de um inteiro n podem ser melhor visualizadas com o uso dos chamados diagramas de Ferrers ou diagramas de Young.

## Exemplos
As cinco partições de 4 são:
4 = 3 + 1 = 2 + 2 = 2 + 1 + 1 = 1 + 1 + 1 + 1
E as 11 partições de 6 são:
6 = 5 + 1 = 4 +2 = 4 + 1 + 1 = 3 + 3 = 3 + 2 + 1 =
= 3 + 1 + 1 + 1 = 2 + 2 + 2 = 2 + 2 + 1 + 1 = 2 + 1 + 1 + 1 + 1 = 1 + 1 + 1 + 1 + 1 +1

## Função de partição
A função de partição p(n) representa o número p de possíveis partições de um número inteiro positivo n; assim, p(4) = 5 e p(6) = 11. Por conveniência, define-se p(0) = 1, (0 só se escreve apenas como ele mesmo uma única vez, semelhante a 1) p(n) = 0 para valores de n negativos. Os valores dessa função para {\displaystyle n=0,1,2...} são:
1, 1, 2, 3, 5, 7, 11, 15, 22, 30, 42, 56, 77, 101, 135, 176, 231, 297, 385, 490, 627, 792, 1002, 1255, 1575, 1958, 2436, 3010, 3718, 4565, 5604, ... (sequência A000041 na OEIS).
Os valores de p(n) possuem um crescimento muito elevado em relação ao valor de n:
- p(100) = 190 569 292
- p(200) = 3 972 999 029 388
- p(1000) = 24 061 467 864 032 622 473 692 149 727 991 ≈ 2,4 × 1031

Uma expressão assintótica de p(n) foi obtida por Godfrey Harold Hardy e S. Ramanujan em 1918, de forma independente por James Victor Uspensky em 1920:
{\displaystyle p(n)\sim {\frac {\exp \left(\pi {\sqrt {2n/3}}\right)}{4n{\sqrt {3}}}}{\mbox{ quando }}n\rightarrow \infty .}
Ken Ono encontrou em 2010 uma fórmula exata.